# Record de France de natation messieurs du 4 × 200 mètres nage libre
Le record de France de natation sportive messieurs pour l'épreuve du 4 × 200 mètres nage libre concerne les records obtenus par les athlètes dans cette épreuve en bassin de 50 et 25 mètres.

## Record équipe nationale

### Bassin de 50 mètres
| Temps         | Laps          | Athlète              | Naissance | Âge | Club                            | Compétition               | Lieu        | Date            |
| ------------- | ------------- | -------------------- | --------- | --- | ------------------------------- | ------------------------- | ----------- | --------------- |
| 7 min 27 s 40 |               |                      |           |     |                                 | Jeux olympiques (s)       | Los Angeles | 30 juillet 1984 |
|               |               | Stéphan Caron        | 1966      | 18  |                                 |                           |             |                 |
|               |               | Dominique Bataille   |           |     |                                 |                           |             |                 |
|               |               | Michel Pou           |           |     |                                 |                           |             |                 |
|               |               | Pierre Andraca       |           |     |                                 |                           |             |                 |
| ----          |               |                      |           |     |                                 |                           |             |                 |
| 7 min 19 s 00 |               |                      |           |     |                                 | Championnats d'Europe (f) | Madrid      | 15 mai 2004     |
|               | 1 min 50 s 61 | Fabien Horth         | 1985      | 19  |                                 |                           |             |                 |
|               | 1 min 50 s 12 | Nicolas Kintz        | 1977      | 27  |                                 |                           |             |                 |
|               | 1 min 50 s 31 | Nicolas Rostoucher   | 1981      | 23  | Mulhouse Olympic Natation       |                           |             |                 |
|               | 1 min 47 s 96 | Amaury Leveaux       | 1985      | 19  | Mulhouse Olympic Natation       |                           |             |                 |
| 7 min 17 s 43 |               |                      |           |     |                                 | Jeux olympiques (f)       | Athènes     | 17 août 2004    |
|               | 1 min 48 s 57 | Amaury Leveaux       | 1985      | 19  | Mulhouse Olympic Natation       |                           |             |                 |
|               | 1 min 48 s 67 | Fabien Horth         | 1985      | 19  |                                 |                           |             |                 |
|               | 1 min 50 s 01 | Nicolas Kintz        | 1977      | 27  |                                 |                           |             |                 |
|               | 1 min 50 s 18 | Nicolas Rostoucher   | 1981      | 23  | Mulhouse Olympic Natation       |                           |             |                 |
| 7 min 13 s 57 |               |                      |           |     |                                 | Jeux olympiques (s)       | Pékin       | 12 août 2008    |
|               | 1 min 48 s 34 | Clément Lefert       | 1987      | 21  | Nice Olympic Natation           |                           |             |                 |
|               | 1 min 49 s 47 | Sébastien Bodet      | 1985      | 22  | Lagardère Paris Racing          |                           |             |                 |
|               | 1 min 49 s 87 | Matthieu Madelaine   | 1983      | 25  | Cercle des nageurs d'Antibes    |                           |             |                 |
|               | 1 min 45 s 89 | Amaury Leveaux       | 1985      | 23  | Mulhouse Olympic Natation       |                           |             |                 |
| 7 min 13 s 27 |               |                      |           |     |                                 | Jeux Méditerranéens (f)   | Pescara     | 29 juin 2009    |
|               | 1 min 47 s 30 | Jérémy Stravius      | 1988      | 21  |                                 |                           |             |                 |
|               | 1 min 48 s 17 | Kévin Trannoy        | 1987      | 22  |                                 |                           |             |                 |
|               | 1 min 48 s 88 | Sébastien Bodet      | 1985      | 24  |                                 |                           |             |                 |
|               | 1 min 48 s 92 | Guillaume Strohmeyer | 1985      | 24  |                                 |                           |             |                 |
| 7 min 09 s 70 |               |                      |           |     |                                 | Championnats d'Europe (f) | Budapest    | 14 août 2010    |
|               | 1 min 45 s 83 | Yannick Agnel        | 1992      | 18  | Olympic Nice Natation           |                           |             |                 |
|               | 1 min 47 s 55 | Clément Leffer       | 1987      | 23  | Olympic Nice Natation           |                           |             |                 |
|               | 1 min 49 s 80 | Antton Haramboure    | 1991      | 19  | Dauphins du TOEC                |                           |             |                 |
|               | 1 min 45 s 44 | Jérémy Stravius      | 1988      | 22  | Amiens Métropole Natation       |                           |             |                 |
| 7 min 04 s 81 |               |                      |           |     |                                 | Championnats du monde (f) | Shanghai    | 29 juillet 2011 |
|               | 1 min 45 s 25 | Yannick Agnel        | 1992      | 19  | Olympic Nice Natation           |                           |             |                 |
|               | 1 min 46 s 81 | Grégory Mallet       | 1984      | 27  | Cercle des nageurs de Marseille |                           |             |                 |
|               | 1 min 45 s 40 | Jérémy Stravius      | 1988      | 23  | Amiens Métropole Natation       |                           |             |                 |
|               | 1 min 47 s 35 | Fabien Gilot         | 1984      | 27  | Cercle des nageurs de Marseille |                           |             |                 |
| 7 min 02 s 77 |               |                      |           |     |                                 | Jeux olympiques (f)       | Londres     | 31 juillet 2012 |
|               | 1 min 46 s 70 | Amaury Leveaux       | 1985      | 26  | Lagardère Paris Racing          |                           |             |                 |
|               | 1 min 46 s 83 | Grégory Mallet       | 1984      | 27  | Cercle des nageurs de Marseille |                           |             |                 |
|               | 1 min 46 s 00 | Clément Lefert       | 1987      | 24  | Olympic Nice Natation           |                           |             |                 |
|               | 1 min 43 s 24 | Yannick Agnel        | 1992      | 20  | Olympic Nice Natation           |                           |             |                 |

### Bassin de 25 mètres
| Temps         | Laps          | Athlète             | Naissance | Âge | Club                            | Compétition               | Lieu                 | Date             |
| ------------- | ------------- | ------------------- | --------- | --- | ------------------------------- | ------------------------- | -------------------- | ---------------- |
| 7 min 13 s 73 |               |                     |           |     | Racing Club de France           | Championnats interclubs   | Boulogne-Billancourt | 19 décembre 1993 |
|               |               | Christophe Marchand | 1970      | 23  |                                 |                           |                      |                  |
|               |               | Franck Schott       | 1970      | 23  |                                 |                           |                      |                  |
|               |               | Eric Rebourg        | 1973      | 20  |                                 |                           |                      |                  |
|               |               | Xavier Marchand     | 1973      | 20  |                                 |                           |                      |                  |
| 7 min 00 s 87 |               |                     |           |     | Cercle des nageurs de Marseille | Meeting de l'océan Indien | Saint-Paul           | 27 décembre 2008 |
|               |               | Fabien Gilot        | 1984      | 24  |                                 |                           |                      |                  |
|               |               | Grégory Mallet      | 1984      | 25  |                                 |                           |                      |                  |
|               |               | Camille Lacourt     | 1985      | 24  |                                 |                           |                      |                  |
|               |               | Frédérick Bousquet  | 1981      | 27  |                                 |                           |                      |                  |
| 7 min 00 s 58 |               |                     |           |     | Équipe nationale                | Championnats du monde (s) | Dubaï                | 16 décembre 2010 |
|               | 1 min 44 s 69 | Clément Lefert      | 1987      | 23  | Olympic Nice Natation           |                           |                      |                  |
|               | 1 min 45 s 75 | Fabien Gilot        | 1984      | 26  | Cercle des nageurs de Marseille |                           |                      |                  |
|               | 1 min 47 s 43 | Antton Haramboure   | 1991      | 19  | Dauphins du TOEC                |                           |                      |                  |
|               | 1 min 42 s 71 | Yannick Agnel       | 1992      | 18  | Olympic Nice Natation           |                           |                      |                  |
| 6 min 53 s 05 |               |                     |           |     | Équipe nationale                | Championnats du monde (f) | Dubaï                | 16 décembre 2010 |
|               | 1 min 41 s 95 | Yannick Agnel       | 1992      | 18  | Olympic Nice Natation           |                           |                      |                  |
|               | 1 min 42 s 55 | Fabien Gilot        | 1984      | 26  | Cercle des nageurs de Marseille |                           |                      |                  |
|               | 1 min 45 s 01 | Clément Lefert      | 1987      | 23  | Olympic Nice Natation           |                           |                      |                  |
|               | 1 min 43 s 54 | Jérémy Stravius     | 1988      | 22  | Amiens Métropole Natation       |                           |                      |                  |

## Record des clubs

### Bassin de 50 mètres
| Temps          | Laps             | Athlète              | Naissance | Âge | Club                            | Compétition                | Lieu                 | Date              |
| -------------- | ---------------- | -------------------- | --------- | --- | ------------------------------- | -------------------------- | -------------------- | ----------------- |
| 12 min 03 s 2  |                  |                      |           |     | Libellule de Paris              |                            | Strasbourg           | 21 août 1921      |
| 11 min 49 s 2  |                  |                      |           |     | Enfants de Neptune de Tourcoing |                            | Tourcoing            | 15 août 1922      |
| 11 min 41 s 2  |                  |                      |           |     | Enfants de Neptune de Tourcoing |                            | Arras                | 18 août 1923      |
| 11 min 21 s 6  |                  |                      |           |     | CN Nice                         |                            | Villefranche-sur-Mer | 4 novembre 1923   |
| 11 min 14 s 4  |                  |                      |           |     | Enfants de Neptune de Tourcoing |                            | Tourcoing            | 9 août 1925       |
| 10 min 58 s 8  |                  |                      |           |     | Enfants de Neptune de Tourcoing |                            | Tourcoing            | 28 mars 1926      |
| 10 min 46 s 0  |                  |                      |           |     | Enfants de Neptune de Tourcoing |                            | Tourcoing            | 4 juillet 1926    |
| 10 min 42 s 3  |                  |                      |           |     | Enfants de Neptune de Tourcoing |                            | Tourcoing            | 6 mars 1927       |
| 10 min 37 s 4  |                  |                      |           |     | SCUF                            |                            | Champerret           | 23 avril 1929     |
| 10 min 16 s 6  |                  |                      |           |     | Enfants de Neptune de Tourcoing |                            | Tourcoing            | 28 avril 1929     |
| 10 min 10 s 8  |                  |                      |           |     | CRS Marseille                   |                            | Marseille            | 19 juin 1932      |
| 10 min 03 s 6  |                  |                      |           |     | Club des nageurs de Paris       |                            | Gare                 | 24 décembre 1933  |
| 09 min 51 s 6  |                  |                      |           |     | Club des nageurs de Paris       |                            | Gare                 | 13 avril 1934     |
| 09 min 49 s 6  |                  |                      |           |     | Club des nageurs de Paris       |                            | Tourelles            | 8 juillet 1934    |
| 09 min 41 s 8  |                  |                      |           |     | Dauphins du TOEC                |                            | Toulouse             | 6 juillet 1939    |
| 09 min 29 s 1  |                  |                      |           |     | Dauphins du TOEC                |                            | Tourelles            | 26 juillet 1946   |
| 09 min 28 s 2  |                  |                      |           |     | Dauphins du TOEC                |                            | Tourelles            | 27 juillet 1946   |
| 09 min 05 s 4  |                  |                      |           |     | Dauphins du TOEC                |                            | Cannes               | 24 septembre 1946 |
| 09 min 00 s 7  |                  |                      |           |     | Dauphins du TOEC                |                            | Monaco               | 14 septembre 1947 |
| 08 min 52 s 8  |                  |                      |           |     | Dauphins du TOEC                |                            | Toulouse             | 28 avril 1951     |
| 08 min 52 s 6  |                  |                      |           |     | Bridja Sports Alger             |                            | Alger                | 28 juillet 1959   |
| 08 min 36 s 4  |                  |                      |           |     | Racing Club de France           |                            | Paris Vallerey       | 25 juillet 1962   |
| 08 min 32 s 5  |                  |                      |           |     | Cercle des nageurs de Marseille |                            | Clermont-Ferrand     | 15 août 1964      |
| 08 min 31 s 1  |                  |                      |           |     | Stade français                  |                            | Monaco               | 19 août 1964      |
| 08 min 30 s 8  |                  |                      |           |     | Dunkerque Natation              |                            | Béziers              | 7 août 1965       |
| 08 min 25 s 7  |                  |                      |           |     | Cercle des nageurs de Marseille |                            | Paris Vallerey       | 16 juillet 1966   |
| 08 min 21 s 9  |                  |                      |           |     | Cercle des nageurs de Marseille |                            | Montélimar           | 12 août 1967      |
| 08 min 17 s    |                  |                      |           |     | ASPTT Paris                     |                            | Aix-en-Provence      | 10 août 1968      |
| 08 min 14 s 5  |                  |                      |           |     | Cercle des nageurs de Marseille |                            | Le Mans              | 2 août 1969       |
| 08 min 12 s 4  |                  |                      |           |     | Cercle des nageurs de Marseille |                            | Tours                | 8 août 1970       |
| 08 min 09 s 2  |                  |                      |           |     | Cercle des nageurs de Marseille |                            | Morzine              | 7 août 1971       |
| 08 min 08 s    |                  |                      |           |     | Cercle des nageurs de Marseille |                            | Vittel               | 17 juillet 1972   |
| 08 min 06 s 71 |                  |                      |           |     | Cercle des nageurs de Marseille |                            | Vittel               | 19 juillet 1974   |
| 08 min 06 s 44 |                  |                      |           |     | Cercle des nageurs d'Antibes    |                            | Antibes              | 23 mai 1976       |
| 07 min 56 s 52 |                  |                      |           |     | Cercle des nageurs d'Antibes    |                            | Paris Vallerey       | 7 août 1976       |
| 07 min 54 s 70 |                  |                      |           |     | Dunkerque Natation              |                            | Laval                | 13 juillet 1978   |
| 07 min 52 s 22 |                  |                      |           |     | Cercle des nageurs de Marseille | Championnats de France     | Brive                | 7 août 1980       |
| 07 min 47 s 03 |                  |                      |           |     | Cercle des nageurs de Marseille |                            | Dunkerque            | 31 juillet 1981   |
| 07 min 47 s 02 |                  |                      |           |     | Cercle des nageurs de Marseille |                            | Dunkerque            | 17 août 1985      |
| 07 min 43 s 17 |                  |                      |           |     | Cercle des nageurs de Marseille |                            | Rennes               | 8 mars 1986       |
| 07 min 38 s 79 |                  |                      |           |     | Racing Club de France           | Championnats de France (f) | Mulhouse             | 4 avril 1987      |
| 07 min 37 s 63 |                  |                      |           |     | Racing Club de France           |                            | Vittel               | 20 mars 1988      |
| 07 min 35 s 45 |                  |                      |           |     | Dauphins du TOEC                |                            | Dunkerque            | 6 août 1988       |
| 07 min 34 s 48 |                  |                      |           |     | Racing Club de France           |                            | Forbach              | 18 mars 1989      |
| 07 min 33 s 62 |                  |                      |           |     | Racing Club de France           |                            | Paris Vallerey       | 22 juillet 1989   |
| 07 min 31 s 33 |                  |                      |           |     | Racing Club de France           |                            | Narbonne             | 13 juillet 1990   |
| 07 min 26 s 38 |                  |                      |           |     | Dauphins du TOEC                | Championnats de France (f) | Dunkerque            | 15 mai 1999       |
|                | 1 min 53 s 31    | Walter Monberger     | 1977      | 22  |                                 |                            |                      |                   |
|                | 1 min 51 s 29    | Xavier Marchand      | 1973      | 26  |                                 |                            |                      |                   |
|                | 1 min 51 s 36    | Sven Becquet         | 1981      | 18  |                                 |                            |                      |                   |
|                | 1 min 50 s 42    | Lionel Poirot        | 1973      | 26  |                                 |                            |                      |                   |
| 07 min 24 s 39 |                  |                      |           |     | Mulhouse Olympic Natation       | Championnats de France     | Nancy                | 13 avril 2005     |
|                | 1 min 48 s 15 RF | Amaury Leveaux       | 1985      | 20  |                                 |                            |                      |                   |
|                | 1 min 50 s 57    | Benjamin Stasilius   | 1986      | 19  |                                 |                            |                      |                   |
|                | 1 min 53 s 72    | Guillaume Strohmeyer | 1985      | 20  |                                 |                            |                      |                   |
|                | 1 min 51 s 95    | Nicolas Rostoucher   | 1981      | 24  |                                 |                            |                      |                   |
| 07 min 20 s 53 |                  |                      |           |     | Mulhouse Olympic Natation       | Championnats de France     | Tours                | 10 mai 2006       |
|                |                  | Guillaume Strohmeyer | 1985      | 21  |                                 |                            |                      |                   |
|                |                  | Benjamin Stasilius   | 1986      | 20  |                                 |                            |                      |                   |
|                |                  | Nicolas Rostoucher   | 1981      | 25  |                                 |                            |                      |                   |
|                |                  | Amaury Leveaux       | 1985      | 21  |                                 |                            |                      |                   |
| 07 min 18 s 03 |                  |                      |           |     | Cercle des nageurs de Marseille | Championnats de France     | Saint-Raphaël        | 24 juin 2007      |
|                | 1 min 50 s 28    | William Meynard      | 1987      | 20  |                                 |                            |                      |                   |
|                | 1 min 49 s 83    | Grégory Mallet       | 1984      | 23  |                                 |                            |                      |                   |
|                | 1 min 50 s 37    | Romain Caffet        | 1982      | 25  |                                 |                            |                      |                   |
|                | 1 min 47 s 55    | Fabien Gilot         | 1984      | 23  |                                 |                            |                      |                   |

### Bassin de 25 mètres
| Temps         | Laps | Athlète             | Naissance | Âge | Club                            | Compétition               | Lieu                 | Date             |
| ------------- | ---- | ------------------- | --------- | --- | ------------------------------- | ------------------------- | -------------------- | ---------------- |
| 7 min 13 s 73 |      |                     |           |     | Racing Club de France           | Championnats interclubs   | Boulogne-Billancourt | 19 décembre 1993 |
|               |      | Christophe Marchand | 1970      | 23  |                                 |                           |                      |                  |
|               |      | Franck Schott       | 1970      | 23  |                                 |                           |                      |                  |
|               |      | Eric Rebourg        | 1973      | 20  |                                 |                           |                      |                  |
|               |      | Xavier Marchand     | 1973      | 20  |                                 |                           |                      |                  |
| 7 min 00 s 87 |      |                     |           |     | Cercle des nageurs de Marseille | Meeting de l'Océan Indien | Saint-Paul           | 27 décembre 2008 |
|               |      | Fabien Gilot        | 1984      | 24  |                                 |                           |                      |                  |
|               |      | Grégory Mallet      | 1984      | 24  |                                 |                           |                      |                  |
|               |      | Camille Lacourt     | 1985      | 23  |                                 |                           |                      |                  |
|               |      | Frédérick Bousquet  | 1981      | 27  |                                 |                           |                      |                  |